# Ludus solemnis
Ludus solemnis is een compositie van Kalevi Aho.
Aho schreef het werk voor de inwijding van het nieuwe orgel in de kerk in zijn thuisplaats Forssa. In die kerk was een nieuw orgel ingebouwd van Veikko Virtanen. Aho kon regelmatig langsgaan om te kijken hoe de bouw vorderde. Aho had een werk voor ogen dat eigenlijk een werk voor orkest had kunnen worden. Een aparte blik op strijkers, houtblazers en koperblazers. Ook de organist van dienst Tapio Tiitu was bij het componeren betrokken. Hij gaf aan Aho de tip mee, dat hij niet alles even precies hoefde te noteren. Zeker bij een nieuw orgel kan pas na enkele keren oefenen, blijken hoe de exacte balans tussen de diverse klanken gesteld moet worden.
De première van deze gelegenheidsmuziek vond plaats op 3 juni 1979 in de kerk van Forssa. Een financiële bijdrage voor dit werk kwam van de geloofsgemeenschap van Forssa. De recensent van Gramophone zag in het werk een combinatie van de aloude orgelprelude gevolgd door een rijk gekleurd landschap. 